# ピュアクア
PUREQUA（ピュアクア）は、全国名水百選にも選ばれた岐阜県養老町より採水したナチュラルミネラルウォーターである。販売元は株式会社エル・ジャパン。
養老町の養老山地から湧き出た水は豊富なミネラルを含みながらも非常に飲みやすく、絶妙なバランスを保っているのが特長。と謳っている。
2021年時点で既に事業終了している。

## 基本情報
- 採水地：岐阜県養老郡養老町
- 硬度：約36.0mg/L（軟水）
- pH値：6.8（アルカリ性）

## 栄養成分（100mlあたり）
- エネルギー、タンパク質、脂質、炭水化物：0
- ナトリウム：1.30mg
- カルシウム：1.80mg
- マグネシウム：0.30mg
- カリウム：0.11mg

## 商品ラインナップ
- 500mlペットボトル